# Susuz (district)
Susuz is een Turks district in de provincie Kars en telt 13.114 inwoners (2007). Het district heeft een oppervlakte van 701,2 km². Hoofdplaats is Susuz.
De bevolkingsontwikkeling van het district is weergegeven in onderstaande tabel.
| 1997   | 2000   | 2007   |
| ------ | ------ | ------ |
| 15.212 | 14.885 | 13.114 |